# Schronisko w Skale Gąsieckiego
Schronisko w Skale Gąsieckiego – jaskinia typu schronisko w Górze Zborów na Wyżynie Częstochowskiej. Znajduje się we wsi Kroczyce w województwie śląskim, powiecie zawierciańskim, w gminie Kroczyce, w obrębie rezerwatu przyrody Góra Zborów.

## Opis obiektu
Schronisko znajduje się w południowej części zwartej grupy skał tego wzniesienia, w opadającej z jego szczytu grzędzie. Kolejno od góry na dół są w niej skały: Dziurki, Skała Gąsieckiego i Długa Grań (także Długa Ściana). Ma otwór u podstawy północno-zachodniej ściany Skały Gąsieckiego, w żlebie oddzielającym tę skałę od położonej wyżej skały Dziurki. Po jego prawej stronie prowadzi droga wspinaczkowa Rysa Gąsieckiego.
Otwór schroniska jest szczeliną o wysokości 2 m iszerokości 0,7 m. Opada z niej prożek o wysokości 1,2 m. Za nim jest niewielka salka. Schronisko jest widne, suche, i w pełni poddane wpływom środowiska zewnętrznego. Na lekko opadającym spągu znajduje się wapienny rumosz.
Schronisko powstało w późnojurajskich wapieniach skalistych. Wraz z całą Górą Zborów jest geostanowiskiem w Centralnym rejestrze geostanowisk Polski.

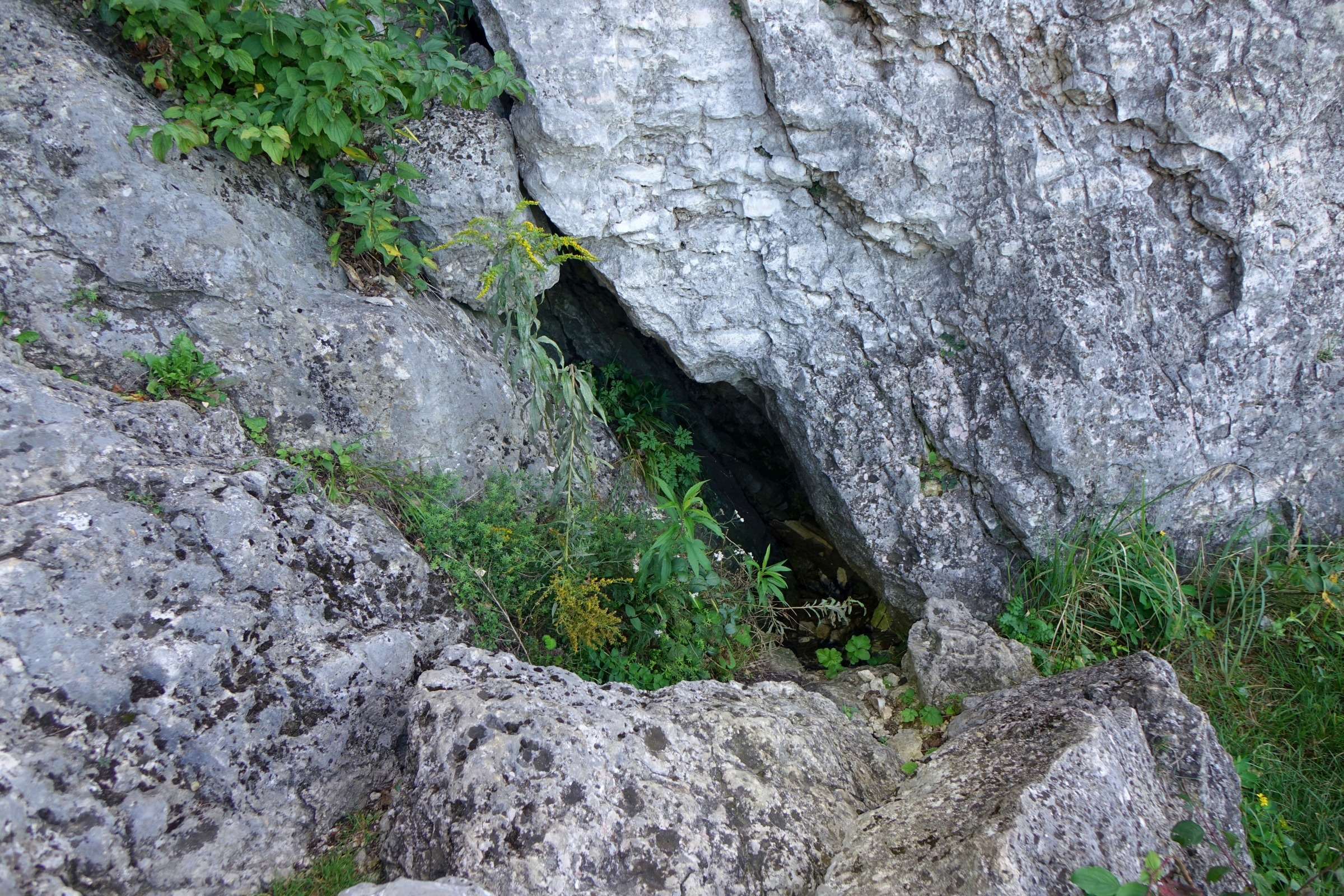
Otwór schroniska